# Ezequiel Zamora (Barinas)
Ezequiel Zamora is een gemeente in de Venezolaanse staat Barinas. De gemeente telt 58.700 inwoners. De hoofdplaats is Santa Bárbara.